# Warzywnica

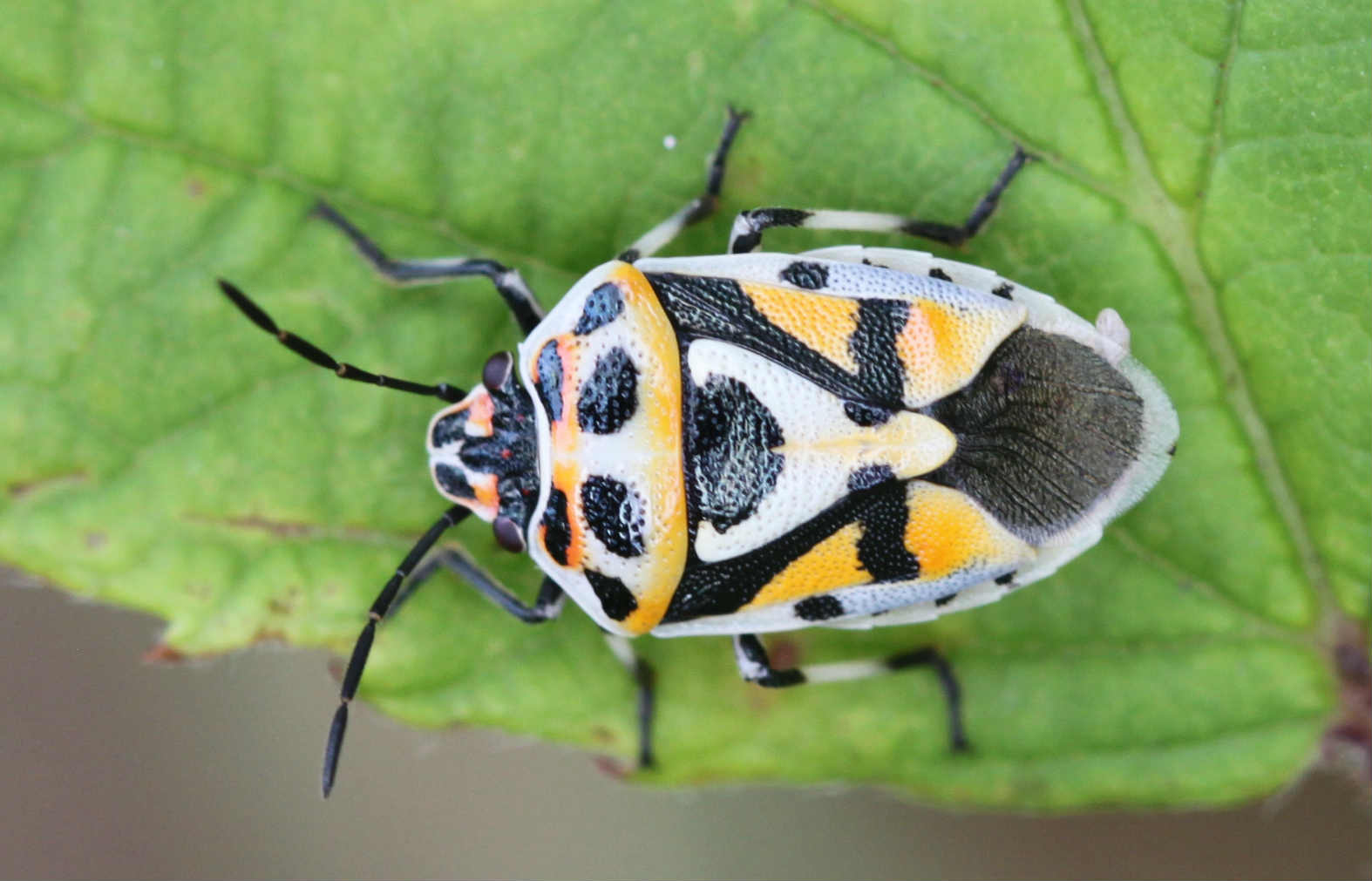
Warzywnica ozdobna

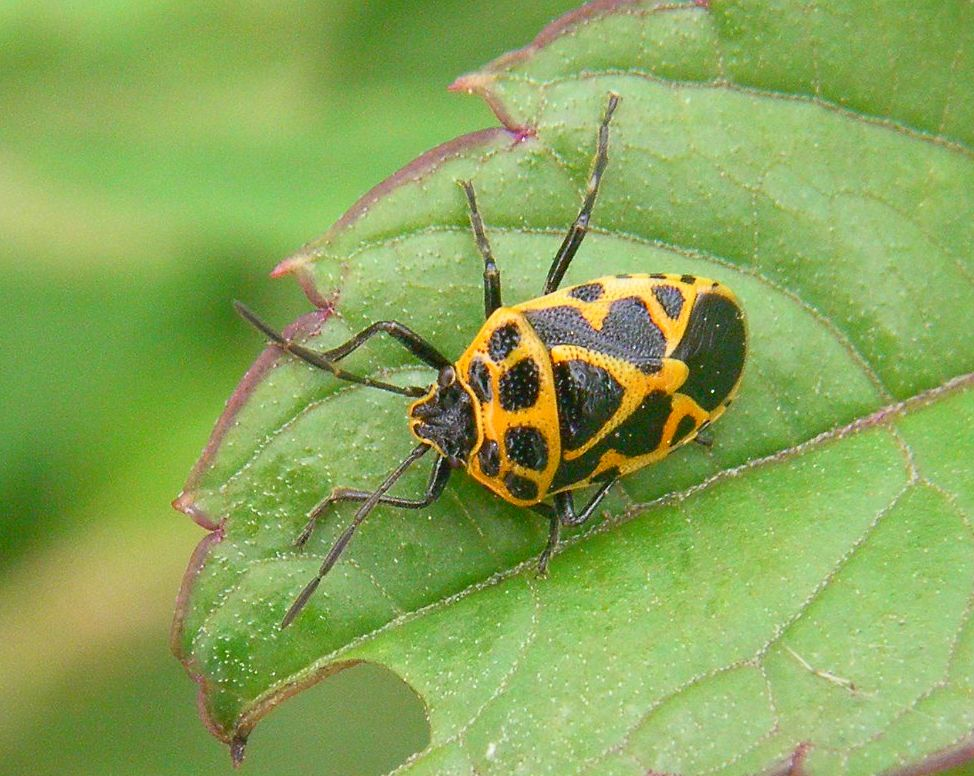
Warzywnica jednobarwna

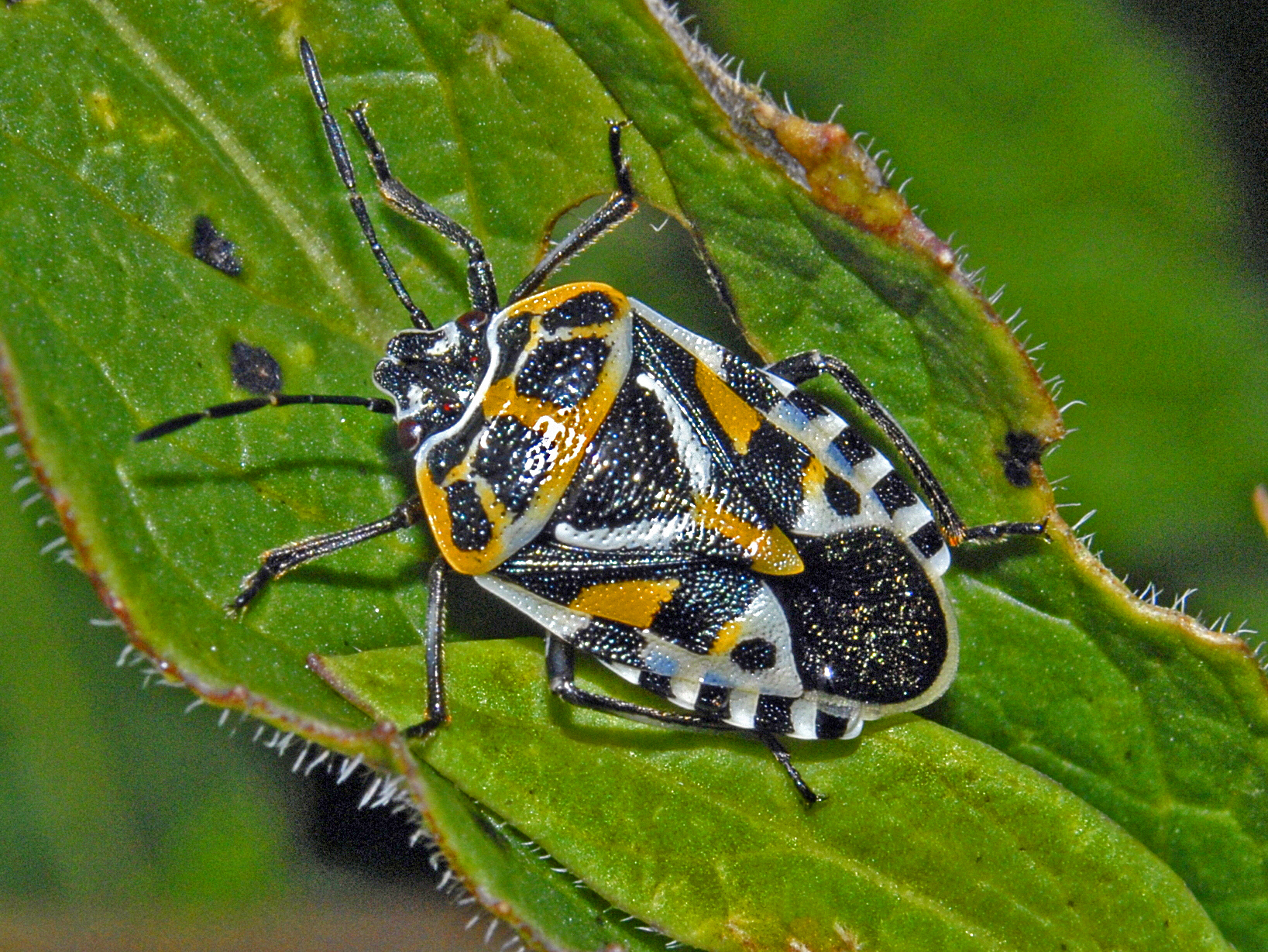
Eurydema ventralis

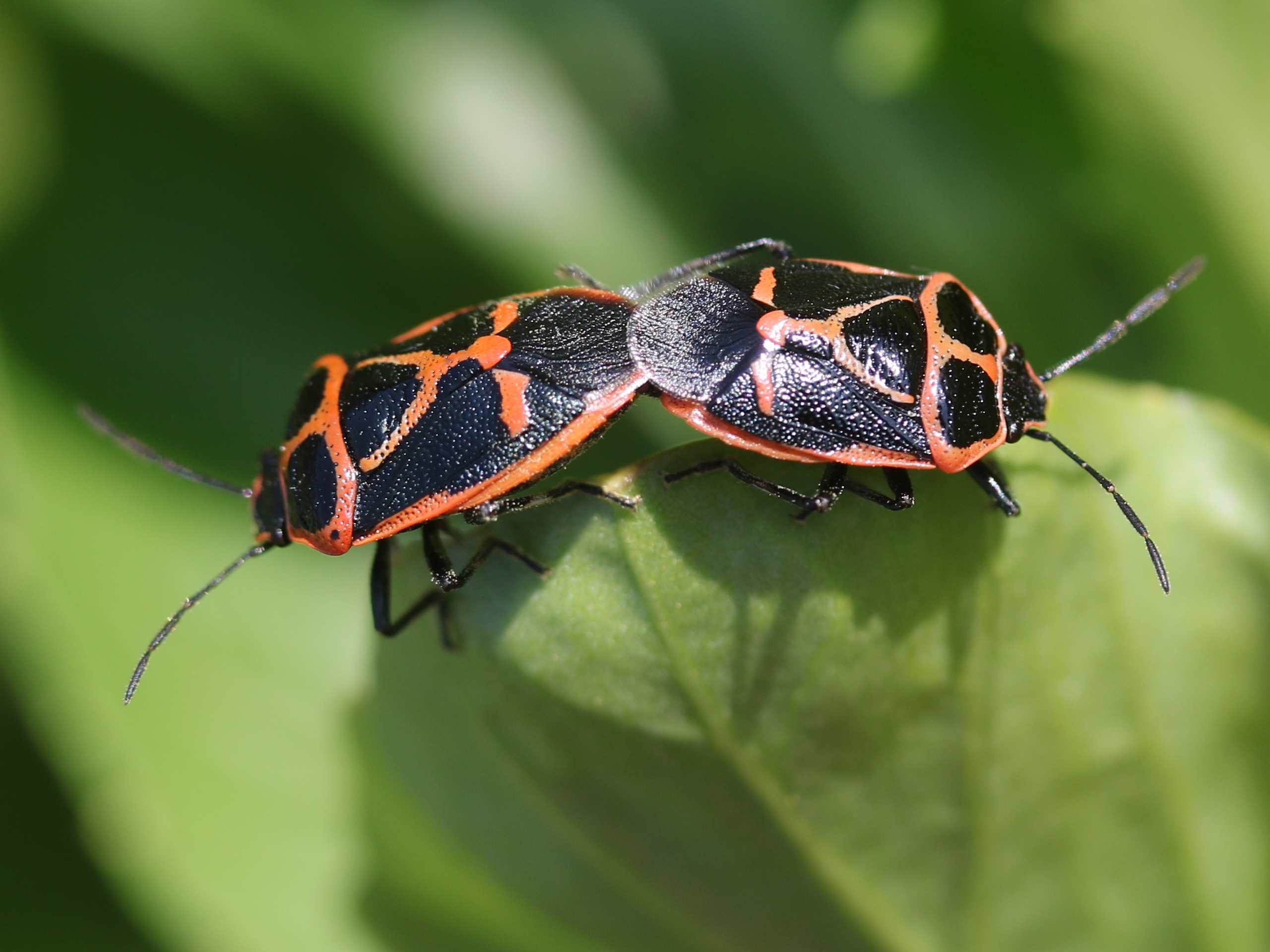
Eurydema rugosa

Warzywnica (Eurydema) – rodzaj pluskwiaków z podrzędu różnoskrzydłych i rodziny tarczówkowatych.
Pluskwiaki o owalnym bądź jajowatym w zarysie, dość płaskim z wierzchu ciele, u gatunków występujących w Polsce osiągającym od 5 do 12 mm długości. Oskórek mają nieowłosiony. Ubarwienie jest kontrastowe, jaskrawe. Czarny, często z metalicznym połyskiem barwy zielonej lub niebieskiej wzór jest zestawiony z barwami: czerwoną, pomarańczową, żółtą lub białą. Występuje wewnątrzgatunkowa zmienność ubarwienia i wzoru. Trapezowata, ku przodowi zwężona głowa ma policzki zakrywające nadustek i stykające się przed nim. Przedplecze wyraźnie zwęża się ku przodowi. Tarczka silnie zwęża się ku szczytowi, który leży znacznie wcześniej niż wierzchołki przykrywek półpokryw. Na śródpiersiu, między biodrami odnóży leży żebro, natomiast brak tam bruzdy. Na pleurytach zatułowia, w okolicy bioder występują słabo widoczne, małe, pozbawione dodatkowych struktur wyprowadzających ujścia gruczołów zapachowych. Otoczenie owych ujść jest błyszczące lub tylko częściowo matowe. Odwłok ma trzeci sternit pozbawiony skierowanego do przodu wyrostka.
Owady te są fitofagami ssącymi soki roślin, w tym kapustowatych i selerowatych.
Rodzaj krainie palearktyczny, w Europie reprezentowany przez 16 gatunków, z których w Polsce stwierdzono 5: warzywnicę kapustną, ozdobną, jednobarwną, E. fieberi i E. rotundicollis.
Takson ten wprowadził w 1833 roku Francis de Laporte de Castelnau. Obejmuje ponad 30 opisanych gatunków, w tym:
- podrodzaj: Eurydema (Eurydema) Laporte de Castelnau, 1833
  - Eurydema eckerleini Josifov, 1961
  - Eurydema ferreri Ribes & Vela, 1990
  - Eurydema gebleri Kolenati, 1846
  - Eurydema herbacea (Herrich-Schaeffer, 1833)
  - Eurydema laticollis Horváth, 1907
  - Eurydema lundbaldi Lindberg, 1960
  - Eurydema nana Fuente, 1971
  - Eurydema nigriceps Reuter, 1884
  - Eurydema oleracea (Linnaeus, 1758) – warzywnica kapustna
  - Eurydema ornata (Linnaeus, 1758) – warzywnica ozdobna
  - Eurydema putoni (Jakovlev, 1877)
  - Eurydema sea Baena, Péricart & De la Rosa, 2004
  - Eurydema syriaca Kirkaldy, 1909
  - Eurydema wilkinsi Distant, 1879
- podrodzaj: Eurydema (Horvatheurydema) Dupuis, 1951
  - Eurydema armeniaca Kolenati, 1846
  - Eurydema caligata Horváth, 1901
  - Eurydema fieberi Schummel in Fieber, 1837
  - Eurydema rotundicollis (Dohrn, 1860)
  - Eurydema rugulosa (Dohrn, 1860)
- podrodzaj: Eurydema (Rubrodorsalium) Stichel, 1944
  - Eurydema blanda Horváth, 1903
  - Eurydema cyanea (Fieber, 1864)
  - Eurydema dominulus (Scopoli, 1763) – warzywnica jednobarwna
  - Eurydema liturifera (Walker, 1867)
  - Eurydema maculata Fuente, 1971
  - Eurydema maracandica Oshanin, 1871
  - Eurydema montana Kerzhner, 1972
  - Eurydema mrugowskyi Stichel, 1944
  - Eurydema pulchra (Westwood, 1837)
  - Eurydema spectabilis Horváth, 1882
  - Eurydema ventralis Kolenati, 1846
- podrodzaj: incertae sedis
  - Eurydema alpina Ling, 1989
  - Eurydema festiva (Linnaeus, 1767)
  - Eurydema leucogaster Kiritshenko, 1963
  - Eurydema lingi Rider, L.Y. Zheng & Kerzhner, 2002
  - Eurydema persica Lindberg, 1938
  - Eurydema pulchrigena Kiritshenko, 1925
  - Eurydema rugosa Motschulsky, 1861